# Земетресение в Малави (1989)
Земетресението в Малави през 1989 година става на 10 март и с магнитуд 6,6 по скалата на Рихтер.
Природното бедствие е в Централно Малави в региона на Салима-Дедза-Мулание. Взима 9 жертви, над 100 са ранени, около 50 000 души остават без дом.
Земетресението е усетено също и в съседните Мозамбик и Замбия.